# Корри, Джоэл
Джоэл Корри (англ. Joel Corry) (род. 10 июня 1989) — английский диджей, продюсер и телеведущий. Он получил известность в 2019 году с выпуском своего сингла «Sorry», с вокалом Хейли Мэй, который достиг 6 места в чарте UK Singles Chart. В 2020 году Корри выпустил синглы «Lonely» и «Head & Heart». Последний, в котором участвует MNEK, провёл шесть недель на первом месте в чарте UK Top Singles Chart, а также стал первой песней Корри в чарте Billboard Hot 100.

## Карьера
У Корри была повторяющаяся роль в реалити-сериале MTV «Джорди Шор» вместе со своей тогдашней девушкой Софи Касаи с 2012 по 2013 год, ненадолго появившись в 2017 году. У него также есть бизнес персональных тренировок, приложение под названием Joel Corry PT и компания по производству спортивной одежды Most Rated, которая также является названием его звукозаписывающего лейбла. В 2015 году он выпустил свои дебютные синглы «Back Again» и «Light It Up». В 2017 году он выпустил синглы «Just Wanna», «All the Things», «All Night», «Sunlight» и «Feel This Way». В 2018 году году он выпустил синглы «Hurt», «All I Need», «Only You», «Good As Gold» и «Fallen», который вышел на Our Culture Mag. В апреле 2019 года он выпустил сингл «Sorry»; в песне есть неуказанный вокал от Хейли Мэй. В июле 2019 года песня стала самой популярной в Shazam за один день, её пытались найти 41 000. Песня была показана в реалити-сериале ITV2 «Остров любви». Песня достигла шестого места в чарте UK Singles Chart.
В июле 2020 года Корри выпустил свой первый сингл, достигший первого места в Великобритании — «Head & Heart» совместно с MNEK. Она оставалась на первом месте в течение шести недель подряд и стала международным хитом для Корри. It was certified platinum for exceeding 600,000 units on 11 September 2020..
В июле 2022 года Корри появился в эпизоде «Остров любви», где он был диджеем на вечеринке, устроенной для островитян.
21 октября 2022 года Корри выпустил песню «Lionheart (Fearless)» совместно с певцом Томом Греннаном. Сингл дебютировал на 37-м месте в британском чарте синглов, достигнув пика на двенадцатой неделе в чарте на 18-м месте.

## Награды и номинации
Джоэл Корри получил несколько наград за свою музыкальную карьеру, таких как две APRA Music Awards и три Electronic Dance Music Awards. Наряду с этими наградами, он был номинирован на многочисленные крупные музыкальные награды, включая пять Brit Awards, две Global Awards и 15 номинаций EDMA.
| Год  | Организация                   | Премия                                            | Номинируемая работа                                                     | Результат | Примечания    |
| ---- | ----------------------------- | ------------------------------------------------- | ----------------------------------------------------------------------- | --------- | ------------- |
| 2021 | BRIT Awards                   | Песня года                                        | «Head & Heart» (с MNEK)                                                 | Номинация | [ 9 ]         |
| 2021 | BRIT Awards                   | Лучший британский соло исполнитель                | Сам                                                                     | Номинация | [ 9 ]         |
| 2021 | BRIT Awards                   | Лучший новый исполнитель                          | Сам                                                                     | Номинация | [ 9 ]         |
| 2021 | Music Week Awards             | Маркетинговая кампания художников                 | Сам                                                                     | Номинация | [ 10 ]        |
| 2022 | BRIT Awards                   | Британская песня года                             | «BED» (с RAYE и Давидом Гетта)                                          | Номинация | [ 11 ]        |
| 2022 | BRIT Awards                   | Лучший танцевальный номер                         | Сам                                                                     | Номинация | [ 11 ]        |
| 2022 | APRA Music Awards             | Самая исполняемая танцевальная/электронная работа | «Head & Heart» (с MNEK)                                                 | Победа    | [ 12 ] [ 13 ] |
| 2022 | APRA Music Awards             | Самая исполняемая австралийская работа            | «Head & Heart» (с MNEK)                                                 | Победа    | [ 12 ] [ 13 ] |
| 2022 | Electronic Dance Music Awards | Лучшее сотрудничество                             | «BED» (с RAYE и Давидом Гетта) How Do l Say Goodbye (с Дином Льюисом)   | Номинация | [ 14 ]        |
| 2022 | Electronic Dance Music Awards | Ремикс года                                       | Эд Ширан – «Bad Habits» (Joel Corry remix)                              | Номинация | [ 14 ]        |
| 2022 | Electronic Dance Music Awards | Ремиксер года                                     | Сам                                                                     | Номинация | [ 14 ]        |
| 2022 | Electronic Dance Music Awards | Лучший темп                                       | Megan Thee Stallion – «Body» (Joel Corry remix)                         | Номинация | [ 14 ]        |
| 2023 | Electronic Dance Music Awards | Танцевальная песня года (радио)                   | «HISTORY» (с Бекки Хилл)                                                | Номинация | [ 15 ]        |
| 2023 | Electronic Dance Music Awards | Исполнитель года                                  | Сам                                                                     | Победа    | [ 15 ]        |
| 2023 | Electronic Dance Music Awards | Исполнитель танцевального радио года              | Сам                                                                     | Номинация | [ 15 ]        |
| 2023 | Electronic Dance Music Awards | Продюсер года                                     | Сам                                                                     | Номинация | [ 15 ]        |
| 2023 | Electronic Dance Music Awards | Музыкальный клип года                             | «Lionheart (Fearless)» (с Томом Греннаном)                              | Номинация | [ 15 ]        |
| 2023 | Electronic Dance Music Awards | Мэшап года                                        | «Party Up» (Angelo The Kid «The Parade» edit) [с Landis, Da Hool & DMX) | Победа    | [ 15 ]        |
| 2023 | Electronic Dance Music Awards | Ремикс года                                       | Элтон Джон & Бритни Спирс - «Hold Me Closer» (Joel Corry remix)         | Победа    | [ 15 ]        |
| 2023 | Electronic Dance Music Awards | Ремиксер года                                     | Himself                                                                 | Номинация | [ 15 ]        |
| 2023 | Electronic Dance Music Awards | Лучший темп                                       | Меган Трейнор - «Made You Look» (Joel Corry remix)                      | Номинация | [ 15 ]        |
| 2023 | Electronic Dance Music Awards | Лучшее использование семпла                       | «OUT OUT» (с Джаксом Джонсом при участии Charli XCX и Saweetie)         | Номинация | [ 15 ]        |
| 2023 | Global Awards                 | Лучший британский актёр                           | Сам                                                                     | Номинация | [ 16 ]        |
| 2024 | Global Awards                 | Лучший мужчина                                    | Сам                                                                     | Ожидается | [ 17 ]        |
| 2024 | Electronic Dance Music Awards | Лучшее сотрудничество                             | «0800 HEAVEN» (с Нейтаном Доу и Эллой Хендерсон)                        | Ожидается | [ 18 ]        |

## Внешние ссылки
- Джоэл Корри (англ.) на сайте Internet Movie Database